# Бадалбаєв Саткун
Саткун (Соткун) Бадалбаєв (1904, тепер Узбекистан — ?) — радянський узбецький державний діяч, голова Оргкомітету Верховної ради Узбецької РСР по Кашкадар'їнській області. Депутат Верховної ради Узбецької РСР 4-го скликання. Депутат Верховної ради СРСР 2-го скликання.

## Життєпис
З 1923 року — на комсомольській роботі в Узбецькій РСР. Член ВКП(б).
До 1942 року — 1-й секретар Хівинського міського комітету КП(б) Узбекистану.
У 1942—1945 роках — 1-й секретар Яккабазького районного комітету КП(б) Узбекистану Бухарської (з 1943 року Кашкадар'їнської) області.
У 1945 — після 1946 року — голова Організаційного комітету Верховної ради Узбецької РСР по Кашкадар'їнській області.
Потім — керуючий тресту «Узбеккаракуль»; директор тресту «Узбекрадгоспкаракуль»; заступник начальника Головного управління радгоспів Міністерства сільського господарства Узбецької РСР; науковий співробітник Всесоюзного науково-дослідного інституту каракулівництва. 

## Нагороди
- два ордени Трудового Червоного Прапора (25.12.1944, 23.01.1946)
- два ордени «Знак Пошани» (16.01.1950, 11.01.1957)
- медалі